# VfR Magdeburg
Der VfR Magdeburg war ein Sportverein im deutschen Reich mit Sitz in Magdeburg, der heutigen Landeshauptstadt des Bundeslandes Sachsen-Anhalt.

## Geschichte
Der Verein wurde am 25. August 1919 gegründet. Die Fußball-Mannschaft wurde zur Saison 1944/45 in die Gauliga Mitte eingegliedert, dort wiederum dann in den Bezirk Magdeburg-Schönebeck. Über ausgetragene Spiele in dieser Saison ist nichts mehr bekannt. Einziger Verweis auf die Spielzeit ist laut einem Zeitungsbericht das Spiel einer Mannschaft, welche Spieler des VfR als auch von Preußen und Cricket-Viktoria enthielt. Die Saison wurde aufgrund des fortschreitenden Zweiten Weltkriegs jedenfalls nicht mehr zu Ende gespielt. Nach dem Endes des Krieges wurde der Verein dann auch aufgelöst.